# Thelecythara mucronata
Thelecythara mucronata är en snäckart som först beskrevs av Guppy 1896.  Thelecythara mucronata ingår i släktet Thelecythara och familjen kägelsnäckor. Inga underarter finns listade i Catalogue of Life.